# سیوداد خاردین
سیوداد خاردین (به اسپانیایی: Ciudad Jardín) شهری در کشور آرژانتین، استان بوئنوس آیرس است که در سال ۲۰۰۹ میلادی، حدود ۶۱٬۷۸۰ نفر جمعیت داشته است.